# TV Nova

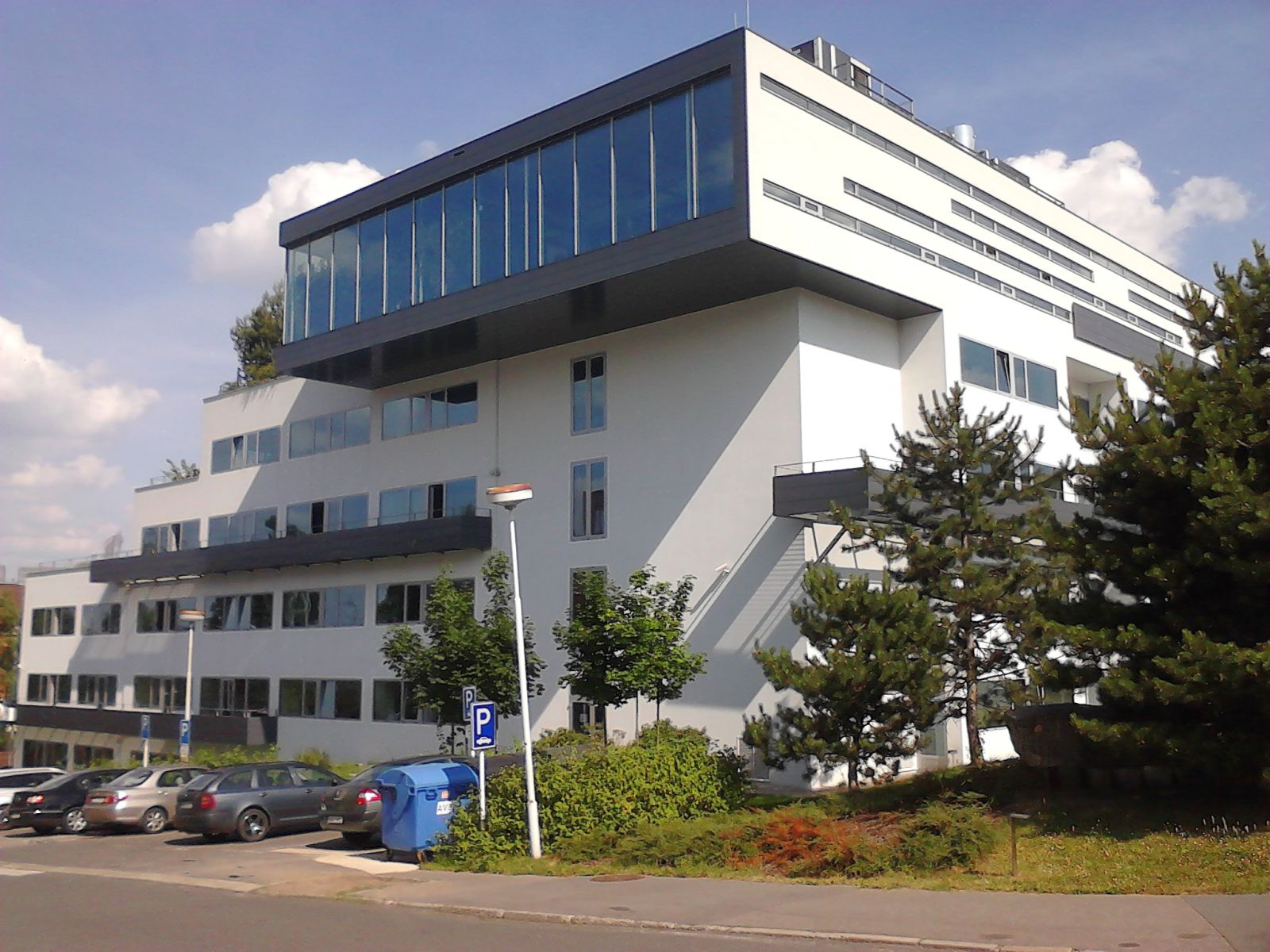
Siège de TV Nova à Prague, Barrandov

TV Nova est une chaîne de télévision généraliste commerciale privée tchèque.

## Histoire de la chaîne

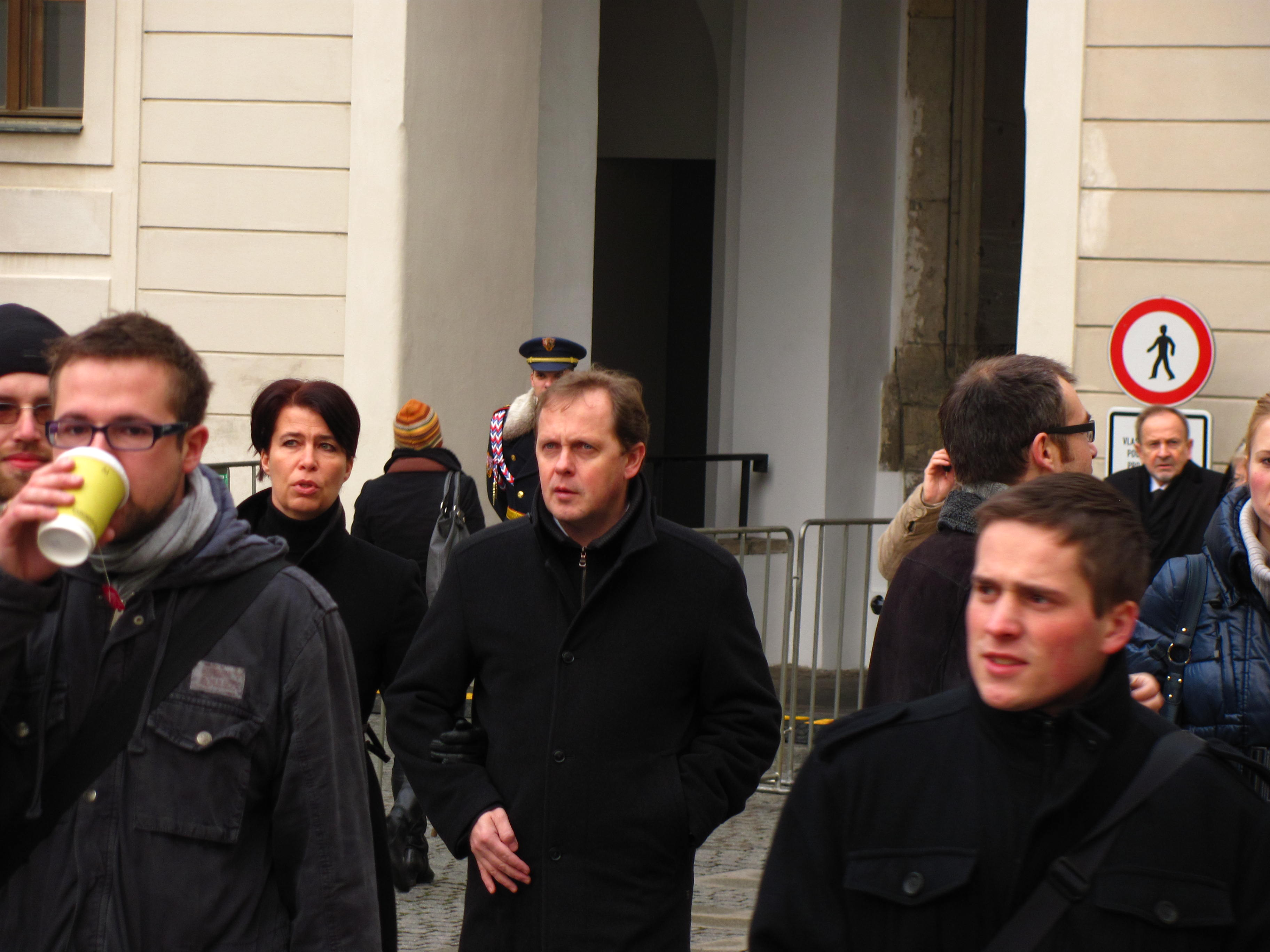
Petr Dvorak.

### Les débuts
TV Nova commence à émettre le 4 février 1994 depuis Prague.
Pour obtenir des autorités tchèques une licence de diffusion, la seule à être accordée, les propriétaires de TV Nova, réunis au sein de la société CET 21, ont présenté un projet de télévision de qualité qu'ils savaient conforme aux attentes. Un projet comportant culture et programmes éducatifs dans la future grille de programme comme par exemple : série télévisés (américaines), reality show et jeu télévisés ont formé la pierre angulaire de cette chaîne de divertissement.
La chaîne s'est en particulier « distinguée » en fin de soirée pour faire présenter le bulletin météo ("Počasíčko") par une présentatrice nue et forte de poitrine (plus tard, quelques hommes assureront ce bulletin).
Depuis sa création ou presque, c'est la chaîne de télévision la plus suivie de République tchèque.

### Problème avec les investisseurs
En 1993-1994, quand le gouvernement lance un appel d'offres pour la future première chaîne de télévision privée du pays, personne dans ce pays ex-communiste, ne dispose des capitaux suffisants pour financer studios, antennes d'émission, etc. CET 21 s'est, dès le départ, allié avec la société CME de l'homme d'affaires américain Ronald Lauder, héritier de Estée Lauder Inc., qui a apporté les fonds nécessaires. Un accord d'actionnariat place la chaîne de télévision en coentreprise entre Tchèques et Américains, CET 21 étant de par la loi tchèque, propriétaire de la licence (incessible) et CME propriétaire des studios et autres investissements matériels.
Une fois le succès au rendez-vous et les milliards de couronnes de contrats publicitaires assurés, la CET 21, sous la houlette de Vladimír Železný a monté ses propres studios et annulé le contrat qui la liait à CME.
Le montant des indemnités dues par Vladimír Železný, la CET 21 et la République tchèque pour non protection de l'investissement est en cours de jugement ; cette dernière a été condamnée par une cour internationale d'arbitrage à payer dix milliards de couronnes à la CME.

### La fin des problèmes?
En décembre 2004, TV Nova est acquise par le groupe financier PPF, lié au pouvoir. Vladimír Železný, quant à lui, bénéficie de l'immunité parlementaire du fait de son statut de sénateur.

## Programmes

### Séries
- Pretty Little Liars
- The Royals
- The Walking Dead
- The Vampire Diaries
- t@gged
- Fear The Walking Dead
- Shadowhunters
- Once Upon a Time
- Light as a feather

## Organisation

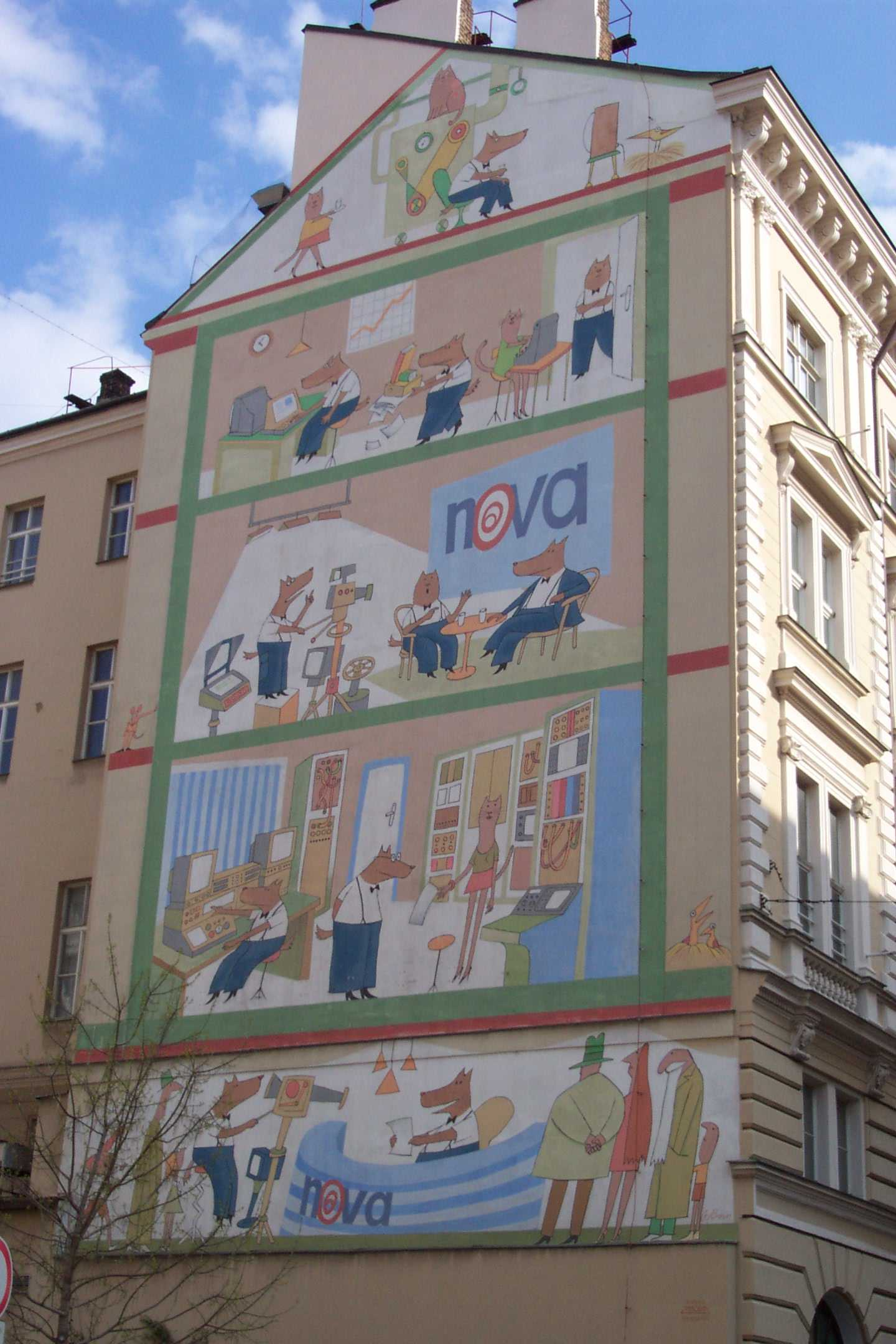
Mural décrivant la vie de TV Nova, ancien siège de la station, rue Vladislavova, Prague

### Dirigeants
Directeurs généraux:
- Vladimír Železný : 1994 - 2003
- Petr Dvořák : 2003 - 2010
- Jan Andruško : 2011 - présent

### Capital
TV Nova était détenue par CET 21 et CME depuis 1994. Elle est aujourd'hui la propriété du groupe d'investissement PPF.

### Sièges
Depuis 1999, quand a eu lieu le « divorce » entre la CME et TV Nova, sous l'égide de Vladimír Železný, Nova a déménagé de son siège de la rue Vladislavova, dans le centre-ville de Prague pour aller occuper les studios de cinéma Barrandov.

### Mascotte
La mascotte est un Schnauzer moyen, race de chien la plus répandue en Tchéquie, de couleur brune et vêtu d'un tee-shirt blanc portant le logo de la télé. Il s'appelle « Novák », patronyme sans doute le plus commun en Tchéquie, permettant une identification aisée du téléspectateur « moyen ».